# دينيس هيرلي
دينيس هيرلي (بالإنجليزية: Denis Hurley) هو كاهن كاثوليكي جنوب أفريقي، ولد في 9 نوفمبر 1915 في كيب تاون في جنوب أفريقيا، وتوفي في 13 فبراير 2004 في ديربان في جنوب أفريقيا.